# Escut de Pamplona

Escut de Pamplona

L'escut de Pamplona (Iruña en basc) posseeix el següent blasonament heràldic:
| « | L'escut de Pamplona és apuntat, amb les següents peces i esmalts: en camp d'atzur, un lleó passant d'argent, lampassat i armat de gules i sobremuntat, al cap, d'una corona reial d'or; com a bordura porta les armes de Navarra, cadenes d'or sobre gules. A això s'afegeix un ornament exterior o timbre definit al Llibre d'Or de la Ciutat com a corona ducal. | » |
| — | |   |

## Versions
Normalment es representa amb un escut quadrilong de forma apuntada, timbrat per una corona formada per quatre florons (se'n veuen tres) amb la forma d'una flor de lis o d'una flor de tres pètals, i quatre de més petits (se'n veuen dos), en forma de trèvol de tres fulles, que poden substituir-se per una perla.
L'Ajuntament de Pamplona també utilitza un logotip, fet a partir de l'escut però amb els trets més simplificats. Aquesta versió és la que fa servir l'Ajuntament a la paperassa oficial i el mobiliari urbà.
| Escut de Pamplona | Versió ovalada                                                           | Escut de Pamplona                                                      | Pamplona                                                                          |
| Versió tradicional, utilitzada per l'Ajuntament de Pamplona fins a 1995 i encara present a la major part de les banderes de la ciutat | Versió ovalada utilitzada per l'Ajuntament de Pamplona entre 1995 i 1999 | Versió utilitzada per l'Ajuntament de Pamplona en actes protocol·laris | Versió utilitzada per l'Ajuntament de Pamplona a la paperassa i el mobiliari urbà |

## Revers
L'escut de Pamplona té l'originalitat de disposar de revers. La imatge que s'hi mostra són les cinc nafres sagnants, en referència a les ferides rebudes per Jesucrist en el martiri de la Creu: claus als peus i a les mans i la ferida de llança del costat, envoltades per la corona d'espines.
El 1599 es va propagar una epidèmia de pesta que provenia dels ports guipuscoans i a Pamplona es va estendre el pànic davant les notícies de la proximitat dels contagis. Un predicador de la ciutat va tenir la revelació que aquells que cosissin al seu pit les ferides de la Passió es veurien alliberats del terrible mal. Com que Pamplona en gran part es va veure sana i estàlvia d'aquesta epidèmia, el Regiment de la ciutat va acordar realitzar un vot solemne a les cinc nafres, amb l'obligació de renovar-lo anualment, renovació que encara es du a terme en l'actualitat, així com incorporar el símbol al revers de l'escut i bastir una ermita en honor de sant Roc, patró contra la pesta. L'ermita es va construir fora muralla, als terrenys que ocupava la presó i l'audiència, a l'actual carrer de San Roque. Va ser demolida en previsió del setge que es disposaven a fer les tropes franceses de la Convenció.

## Història

Versió heràldica amb l'escut quadrilong arrodonit basada en el blasonament oficial, on diu que va timbrat amb corona ducal, la qual és definida com una corona composta per un cèrcol de metall preciós i pedreria, decorat amb vuit florons semblants a fulles d'api que se sostenen sobre puntes elaborades amb el mateix metall que la base

Carles III el Noble, en atorgar a Pamplona el Privilegi de la Unió, amb el qual convertia els antics burgs medievals en un sol municipi, el dia 8 de setembre de 1423, va disposar al capítol quinzè quines havien de ser les armes que havia d'usar la ciutat: 
| « | Todo el dicto pueblo de nuestra dicta Muy Noble Ciutat de Pomplona, unido como dicto es, aya a auer un sieillo grant et otro menor para contra sieillo. Et un pendon de unas mesmas armas, de las quolles el campo sera de azur; et en medio aura un leon pasant, que sera dargent; et aura la lengoa et huynnas de gulean. Et alrededor del dicto pendon aura un renc de nuestras armas de Nauarra, de que el campo sera de gulean et la cadena que yra alrededor, de oro. Et sobre el dicto león, en la endrecha de su exquina, aura en el dicto campo del dicto pendon una corona real de oro, en senyal que los reyes de Nauarra suelen et deuen ser coronados en la eglesia Cathedral de Santa Maria de nuestra dicta Muy Noble Ciudad de Pomplona. | » |
| — | |   |

## Curiositats
- La Pamplona de Colòmbia, situada al departament de Norte de Santander, té el mateix escut.[3]